# Bellum omnium contra omnes

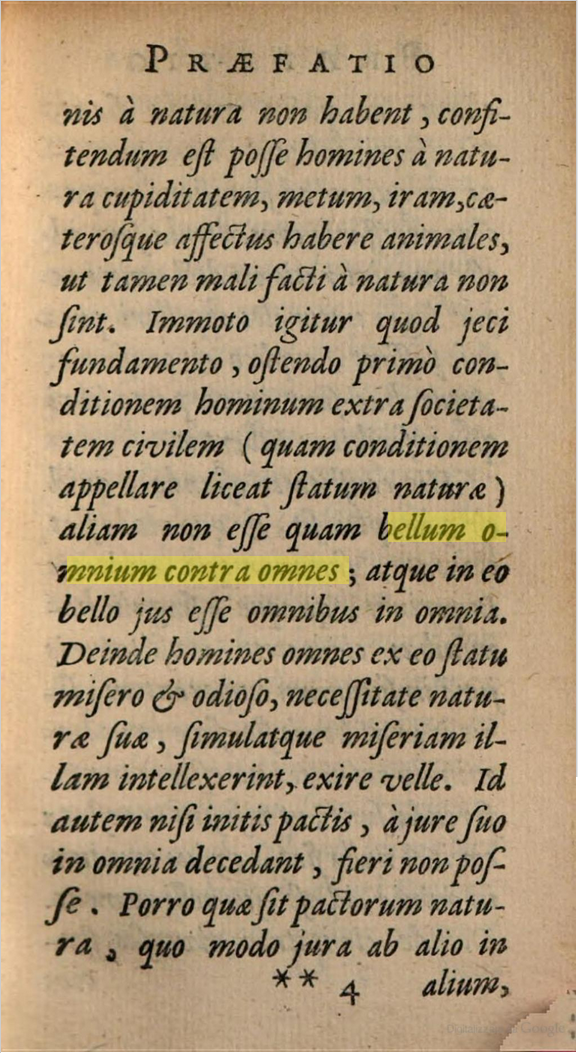
Præfatio (prefața) tratatului De Cive, scris de Thomas Hobbes (ediție revăzută, Amsterdam 1647)

Bellum omnium contra omnes („războiul [arhaic răzbelul] tuturor contra tuturor“) este expresia prin care Thomas Hobbes a descris în cartea sa De Cive (1642) presupusa stare naturală a omenirii, în lipsa unui contract social. În scrierea Leviathan (1651), publicată în engleză, a detaliat această idee.